# Condat-sur-Vézère
Pour les articles homonymes, voir Condat.
Condat-sur-Vézère est une commune française située dans le département de la Dordogne, en région Nouvelle-Aquitaine.

## Géographie

### Généralités
Condat-sur-Vézère est une commune de l'extrême est du département de la Dordogne, incluse dans l'unité urbaine du Lardin-Saint-Lazare.
Situé en distances orthodromiques six kilomètres à l'ouest-sud-ouest de Terrasson-Lavilledieu et huit kilomètres au nord-est de Montignac-Lascaux, le bourg de Condat-sur-Vézère est implanté en rive gauche de la Vézère, à son confluent avec le Coly. Il est traversé par la route départementale (RD) 62 qui longe le Coly.
Longeant la Vézère, la RD 704 dessert également le territoire communal.
Sur la ligne ferroviaire Périgueux-Brive, la gare de Condat - Le Lardin est implantée sur la commune voisine du Lardin-Saint-Lazare.

### Communes limitrophes
En 2019, Condat-sur-Vézère est limitrophe de cinq autres communes.
|            | Le Lardin-Saint-Lazare | Terrasson-Lavilledieu |
| Les Farges | Condat-sur-Vézère      |                       |
| Aubas      |                        | Coly-Saint-Amand      |

### Géologie et relief

#### Géologie
Situé sur la plaque nord du Bassin aquitain et bordé à son extrémité nord-est par une frange du Massif central, le département de la Dordogne présente une grande diversité géologique. Les terrains sont disposés en profondeur en strates régulières, témoins d'une sédimentation sur cette ancienne plate-forme marine. Le département peut ainsi être découpé sur le plan géologique en quatre gradins différenciés selon leur âge géologique. Condat-sur-Vézère est située dans le deuxième gradin à partir du nord-est, un plateau formé de roches calcaires très dures du Jurassique que la mer a déposées par sédimentation chimique carbonatée, en bancs épais et massifs.
Elle est dans le causse de Terrasson qui concerne quelques communes, au sud de Terrasson-Lavilledieu, sur les coteaux en rive gauche de la Vézère.
Les couches affleurantes sur le territoire communal sont constituées de formations superficielles du Quaternaire datant du Cénozoïque et de roches sédimentaires du Mésozoïque. La formation la plus ancienne, notée j2-3(Bz), date du Bajocien moyen au Bathonien inférieur, composée de calcaires micritiques et sublithographiques à oncolithes et de stromatolithes en alternance avec des niveaux de marnes noires en bancs réguliers. La formation la plus récente, notée CFvs, fait partie des formations superficielles de type colluvions carbonatées de vallons secs : sable limoneux à débris calcaires et argile sableuse à débris. Le descriptif de ces couches est détaillé dans  la feuille « no 784 - Terrasson » de la carte géologique au 1/50 000 de la France métropolitaine, et sa notice associée.

Carte géologique de Condat-sur-Vézère.

#### Relief et paysages
Le département de la Dordogne se présente comme un vaste plateau incliné du nord-est (491 m, à la forêt de Vieillecour dans le Nontronnais, à Saint-Pierre-de-Frugie) au sud-ouest (2 m à Lamothe-Montravel). L'altitude du territoire communal varie quant à elle entre 70 m et 258 m,.
Dans le cadre de la Convention européenne du paysage entrée en vigueur en France le 1er juillet 2006, renforcée par la loi du 8 août 2016 pour la reconquête de la biodiversité, de la nature et des paysages, un atlas des paysages de la Dordogne a été élaboré sous maîtrise d’ouvrage de l’État et publié en octobre 2020. Les paysages du département s'organisent en huit unités paysagères et 14 sous-unités. La commune fait partie du Périgord noir, un paysage vallonné et forestier, qui ne s’ouvre que ponctuellement autour de vallées-couloirs et d’une multitude de clairières de toutes tailles. Il s'étend du nord de la Vézère au sud de la Dordogne (en amont de Lalinde) et est riche d’un patrimoine exceptionnel.
La superficie cadastrale de la commune publiée par l'Insee, qui sert de référence dans toutes les statistiques, est de 16,64 km2,,. La superficie géographique, issue de la BD Topo, composante du Référentiel à grande échelle produit par l'IGN, est quant à elle de 16,44 km2.

### Hydrographie

#### Réseau hydrographique
La commune est située dans le bassin de la Dordogne au sein du Bassin Adour-Garonne. Elle est drainée par la Vézère, le Coly, et par deux petits cours d'eau endoréiques, qui constituent un réseau hydrographique de 16 km de longueur totale,.
La Vézère, d'une longueur totale de 211,2 km, prend sa source en Corrèze dans la commune de Meymac et se jette dans la Dordogne — dont elle est l'un des principaux affluents — en rive droite, à Limeuil, face à Alles-sur-Dordogne,. Elle traverse la commune du nord-est au sud ouest sur neuf kilomètres, lui servant de limite sur cinq kilomètres en deux endroits séparés, aux deux extrémités, face au Lardin-Saint-Lazare et à Aubas.
Le Coly, d'une longueur totale de 10,13 km, prend sa source dans la commune de La Cassagne et se jette dans la Vézère au bourg de Condat-sur-Vézère en rive gauche. Il arrose la commune d'est au nord sur quatre kilomètres.

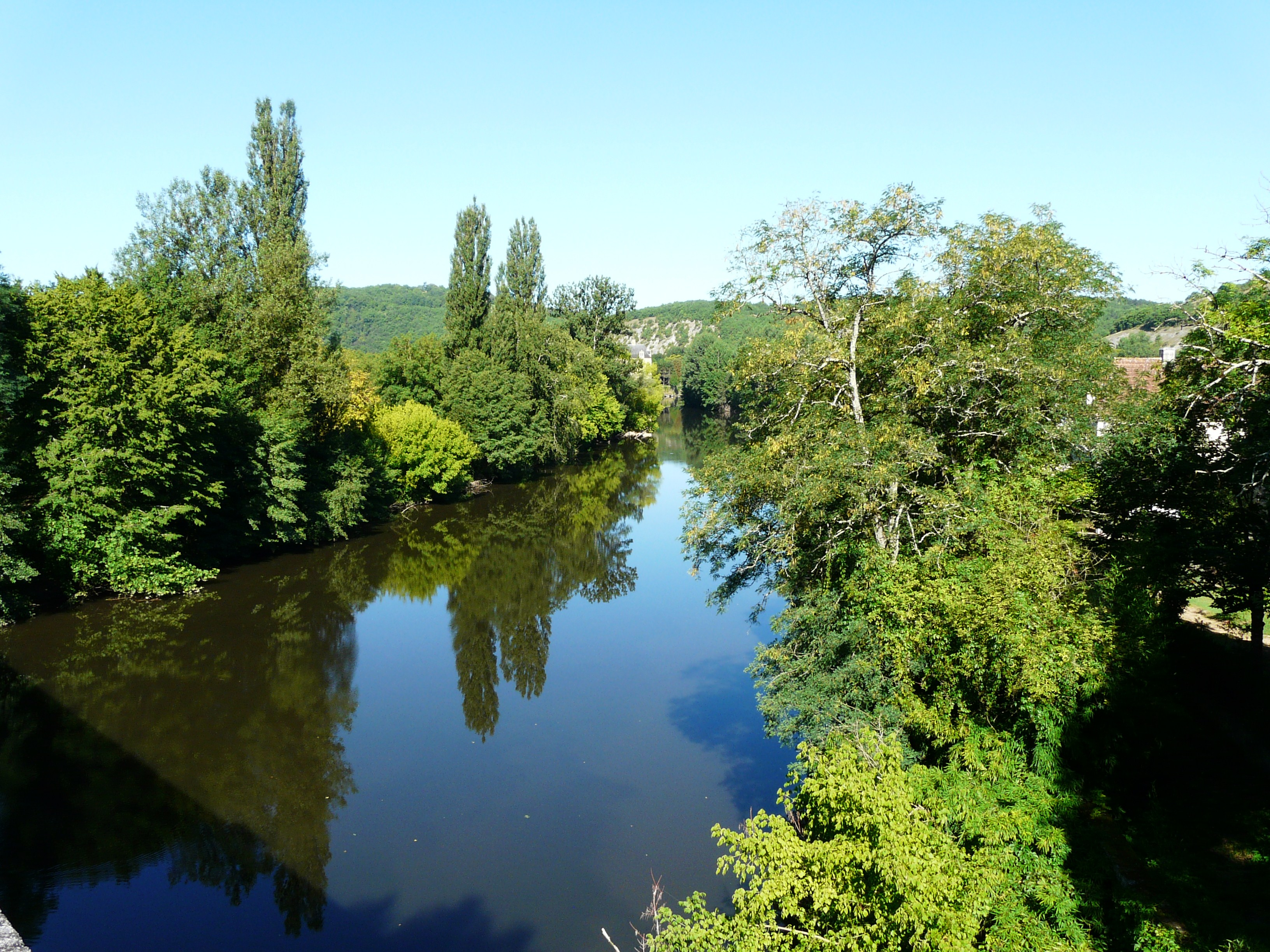
La Vézère au pont de la Valade, en limite d'Aubas et de Condat-sur-Vézère.
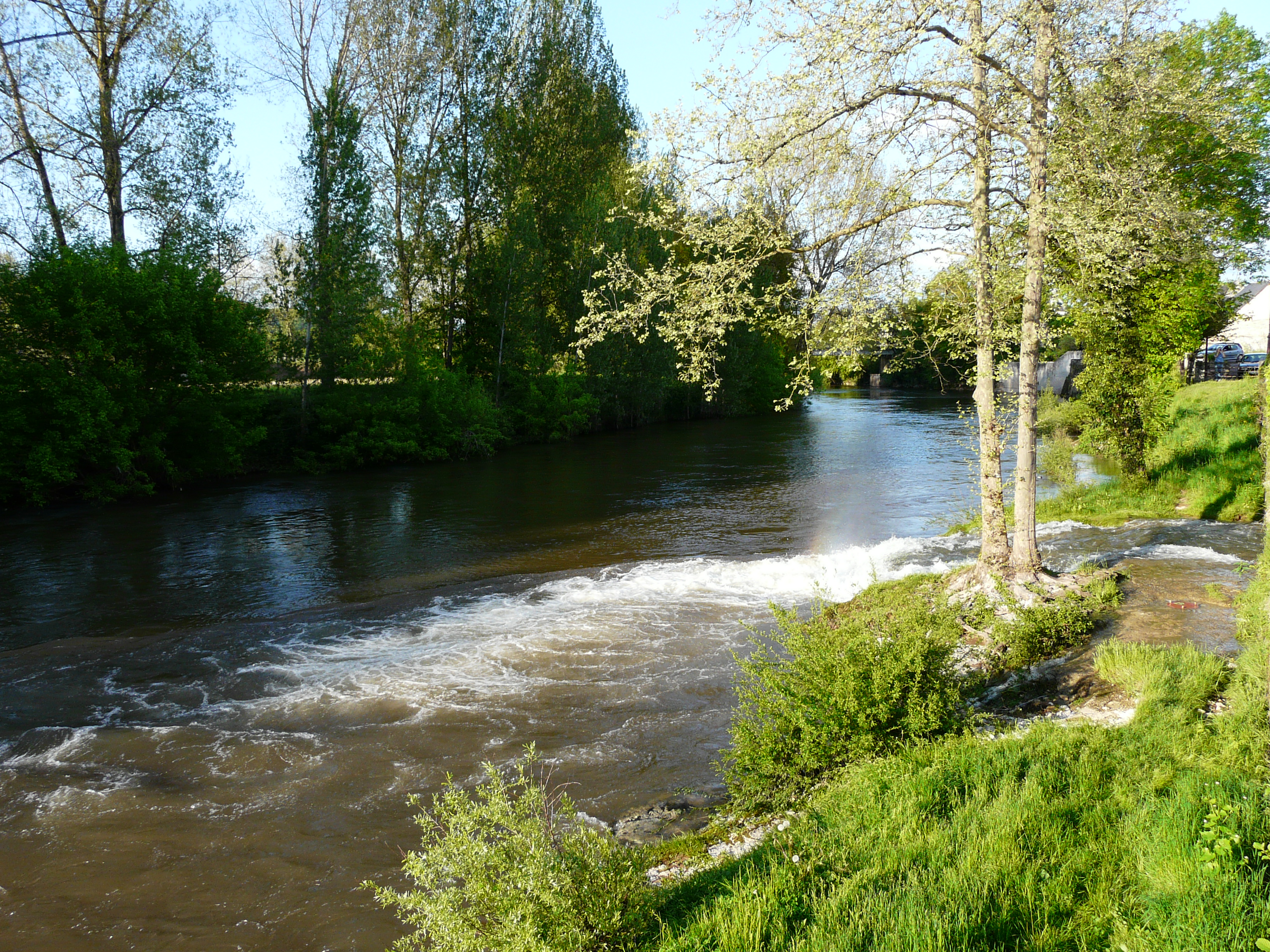
Le Coly sur la droite se jette dans la Vézère par une cascade.
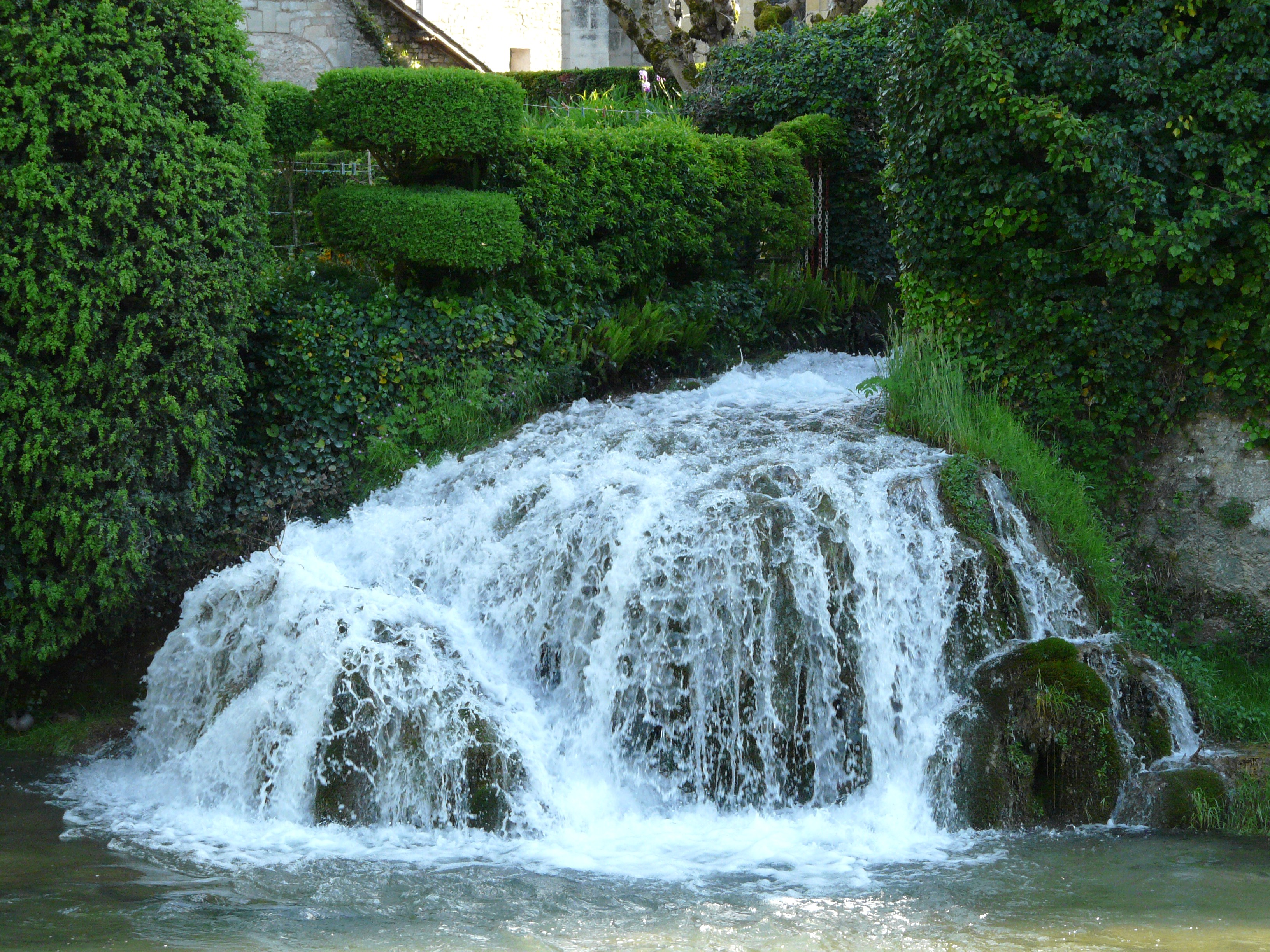
Cascade du Coly, 30 mètres avant sa confluence avec la Vézère.
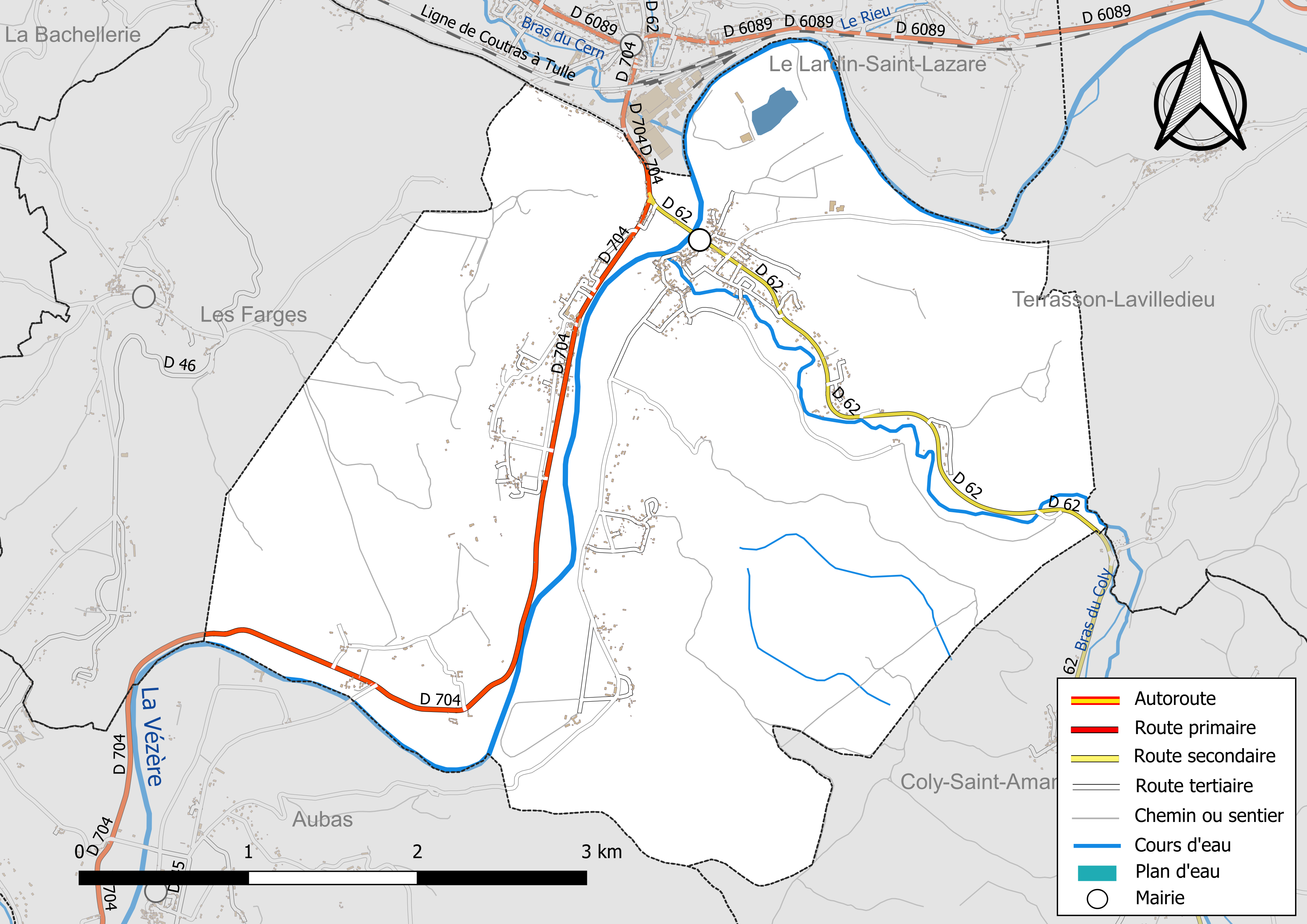
Réseaux hydrographique et routier de Condat-sur-Vézère.

#### Gestion et qualité des eaux
Le territoire communal est couvert par le schéma d'aménagement et de gestion des eaux (SAGE) « Vézère-Corrèze ». Ce document de planification, dont le territoire regroupe les bassins versants de la Vézère et de la Corrèze, d'une superficie de 3 730 km2 est en cours d'élaboration. La structure porteuse de l'élaboration et de la mise en œuvre est le conseil départemental de la Corrèze. Il définit sur son territoire les objectifs généraux d’utilisation, de mise en valeur et de protection quantitative et qualitative des ressources en eau superficielle et souterraine, en respect des objectifs de qualité définis dans le troisième SDAGE  du Bassin Adour-Garonne qui couvre la période 2022-2027, approuvé le 10 mars 2022.
La qualité des eaux de baignade et des cours d’eau peut être consultée sur un site dédié géré par les agences de l’eau et l’Agence française pour la biodiversité.

### Climat
Pour des articles plus généraux, voir Climat de la Nouvelle-Aquitaine et Climat de la Dordogne.
Historiquement, la commune est exposée à un climat océanique aquitain.  
En 2020, Météo-France publie une typologie des climats de la France métropolitaine dans laquelle la commune est exposée à un climat océanique altéré et est dans la région climatique  Ouest et nord-ouest du Massif Central, caractérisée par une pluviométrie annuelle de 900 à 1 500 mm, maximale en automne et en hiver.
Pour la période 1971-2000, la température annuelle moyenne est de 12,7 °C, avec  une amplitude thermique annuelle de 15,2 °C. Le cumul annuel moyen de précipitations est de 924 mm, avec 12,6 jours de précipitations en janvier et 7,2 jours en juillet. Pour la période 1991-2020, la température moyenne annuelle observée sur la station météorologique la plus proche, située sur la commune de Thenon à 13 km à vol d'oiseau, est de 12,9 °C et le cumul annuel moyen de précipitations est de 907,1 mm,. Pour l'avenir, les paramètres climatiques de la commune estimés pour 2050 selon différents scénarios d’émission de gaz à effet de serre sont consultables sur un site dédié publié par Météo-France en novembre 2022.

## Urbanisme

### Typologie
Au 1er janvier 2024, Condat-sur-Vézère est catégorisée commune rurale à habitat dispersé, selon la nouvelle grille communale de densité à 7 niveaux définie par l'Insee en 2022.
Elle appartient à l'unité urbaine du Le Lardin-Saint-Lazare, une agglomération intra-départementale dont elle est une commune de la banlieue,. La commune est en outre hors attraction des villes,.

### Occupation des sols
L'occupation des sols de la commune, telle qu'elle ressort de la base de données européenne d’occupation biophysique des sols Corine Land Cover (CLC), est marquée par l'importance des forêts et milieux semi-naturels (64,5 % en 2018), une proportion sensiblement équivalente à celle de 1990 (65,3 %). La répartition détaillée en 2018 est la suivante : 
forêts (50,7 %), zones agricoles hétérogènes (17,9 %), milieux à végétation arbustive et/ou herbacée (13,9 %), terres arables (6,5 %), zones urbanisées (4,3 %), prairies (3,6 %), mines, décharges et chantiers (2,7 %), zones industrielles ou commerciales et réseaux de communication (0,4 %). L'évolution de l’occupation des sols de la commune et de ses infrastructures peut être observée sur les différentes représentations cartographiques du territoire : la carte de Cassini (XVIIIe siècle), la carte d'état-major (1820-1866) et les cartes ou photos aériennes de l'IGN pour la période actuelle (1950 à aujourd'hui).

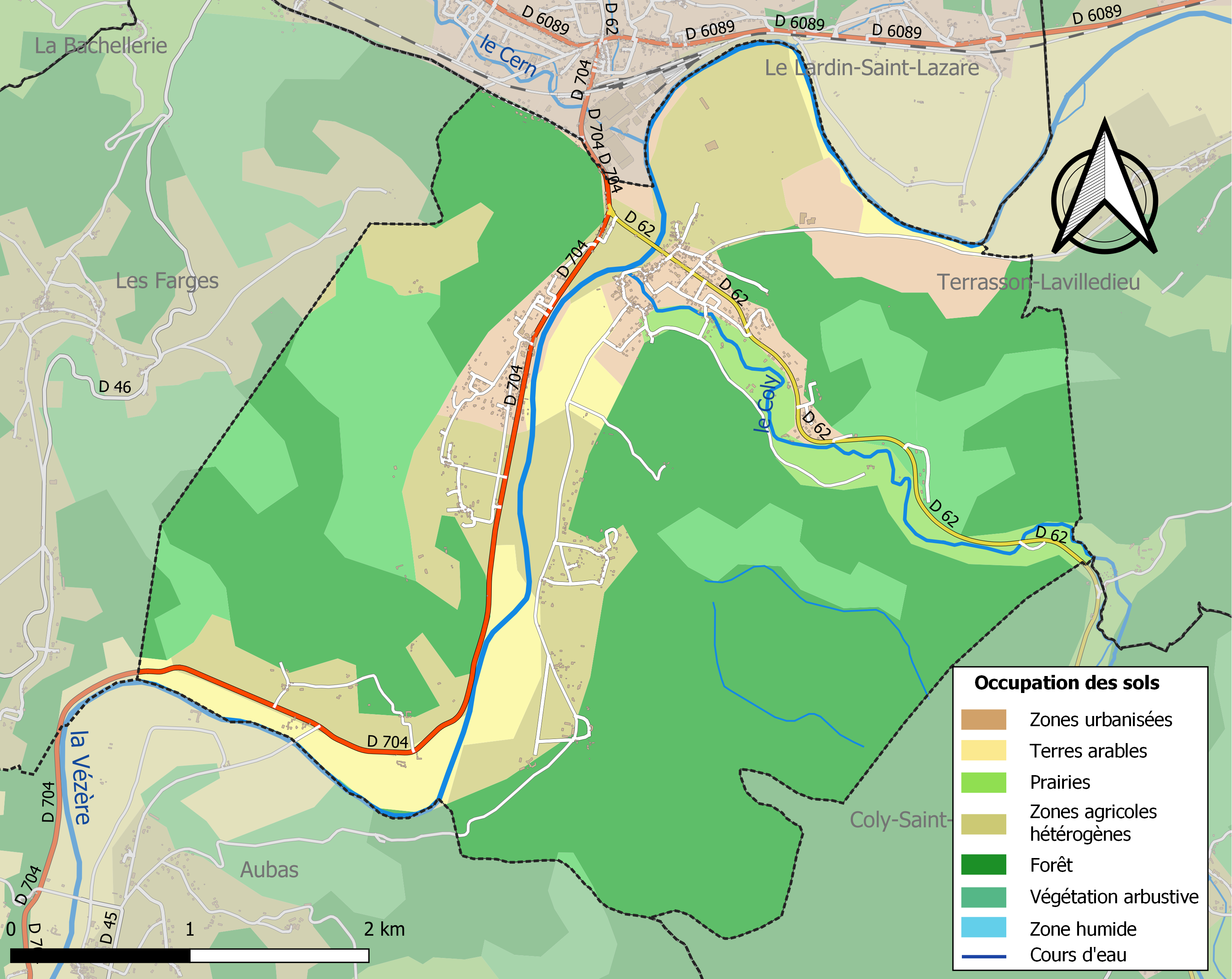
Carte des infrastructures et de l'occupation des sols de la commune en 2018 (CLC).

### Prévention des risques
Le territoire de la commune de Condat-sur-Vézère est vulnérable à différents aléas naturels : météorologiques (tempête, orage, neige, grand froid, canicule ou sécheresse), inondations, feux de forêts et séisme (sismicité très faible). Il est également exposé à un risque technologique, la rupture d'un barrage, et à un risque particulier : le risque de radon. Un site publié par le BRGM permet d'évaluer simplement et rapidement les risques d'un bien localisé soit par son adresse soit par le numéro de sa parcelle.

#### Risques naturels
Certaines parties du territoire communal sont susceptibles d’être affectées par le risque d’inondation par débordement de cours d'eau, notamment la Vézère et le Coly. La commune a été reconnue en état de catastrophe naturelle au titre des dommages causés par les inondations et coulées de boue survenues en 1982, 1983, 1993, 1996, 1999 et 2001,. Le risque inondation est pris en compte dans l'aménagement du territoire de la commune par le biais du plan de prévention des risques inondation (PPRI) de la « vallée de la Vézère »  approuvé le 20 décembre 2000, pour les crues de la Vézère. La crue historique la plus forte sur le secteur du PPRI pour laquelle des informations sont disponibles est la crue d’octobre 1960. Le débit de pointe de cette crue a été défini à 1 360 m3/s à Montignac, soit une période de retour d’environ 250 ans,.
Condat-sur-Vézère est exposée au risque de feu de forêt. L’arrêté préfectoral du 14 mars 2013 fixe les conditions de pratique des incinérations et de brûlage dans un objectif de réduire le risque de départs d’incendie. À ce titre, des périodes sont déterminées : interdiction totale du 15 février au 15 mai et du 15 juin au 15 octobre, utilisation réglementée du 16 mai au 14 juin et du 16 octobre au 14 février. En septembre 2020, un plan inter-départemental de protection des forêts contre les incendies (PidPFCI) a été adopté pour la période 2019-2029,.
La commune a été reconnue en état de catastrophe naturelle au titre des dommages causés par la sécheresse en 1989 et par des mouvements de terrain en 1999.

#### Risque technologique
La commune est en outre située en aval du barrage de Monceaux la Virolle, un ouvrage de classe A situé dans le département de la Corrèze et faisant l'objet d'un PPI depuis 2009. À ce titre elle est susceptible d’être touchée par l’onde de submersion consécutive à la rupture d'un de ces ouvrages.

#### Risque particulier
Dans plusieurs parties du territoire national, le radon, accumulé dans certains logements ou autres locaux, peut constituer une source significative d’exposition de la population aux rayonnements ionisants. Selon la classification de 2018, la commune de Condat-sur-Vézère est classée en zone 2, à savoir zone à potentiel radon faible mais sur lesquelles des facteurs géologiques particuliers peuvent faciliter le transfert du radon vers les bâtiments.

## Toponymie
Du terme pré-celtique Condate utilisé pour désigner une confluence. Le suffixe est devenu -at après amuïssement du -e final et francisation.
En occitan, la commune porte le nom de Condat de Vesera.

## Histoire
Condat tire son nom du toponyme celtique qui désigne une confluence, ce qui correspond à sa situation au point où le Coly se jette dans la Vézère. Pendant les guerres de religion, la paroisse de Condat fut dévastée à plusieurs reprises par les troupes d'huguenots du sire d'Albret.
En 1789, à la nouvelle de la prise de la Bastille, les habitants de Condat pillent les meubles de la commanderie, dont les biens sont vendus comme biens nationaux.
Sur la carte de Cassini représentant la France entre 1756 et 1789, le village est identifié sous le nom de Condac.
En 1906, la commune de Condat prend le nom de Condat-sur-Vézère.

### Les Hospitaliers
Un pouillé du XIIIe siècle la nomme Condac. L'ancienne  paroisse de Condat fut le siège de la principale commanderie des Hospitaliers de l'ordre de Saint-Jean de Jérusalem en Périgord jusqu'à la Révolution. De Condat, l'autorité du commandeur s'étendait sur diverses possessions sur tout le Périgord. De 1291 à 1790 la commanderie de Condat eut à sa tête 30 commandeurs. À Condat même, ils rivalisaient pour les droits sur les terres avec les abbés de Terrasson ou de Saint-Amand, arbitrés en 1490, ou pour l'exemption des redevances réclamées par l'évêque de Sarlat, exemption confirmée par l'arbitrage royal plusieurs fois entre 1512 et 1554.

## Politique et administration

### Administration municipale
La population de la commune étant comprise entre 500 et 1 499 habitants au recensement de 2017, quinze conseillers municipaux ont été élus en 2020,.

### Liste des maires
| Période                                  | Période   | Identité         | Étiquette     | Qualité                          |
| ---------------------------------------- | --------- | ---------------- | ------------- | -------------------------------- |
| Les données manquantes sont à compléter. |           |                  |               |                                  |
|                                          |           |                  |               |                                  |
| 1935                                     | 1973      | Marcel Brégégère | SFIO-PS       | Agriculteur Sénateur (1955-1980) |
|                                          | juin 1995 | Lucien Lajoinie  |               |                                  |
| 1995                                     | mars 2014 | Jean Demaison    | SE            | Cadre service qualité            |
| mars 2014 (réélu en mai 2020)            | En cours  | Stéphane Roudier | Parti occitan |                                  |

### Jumelages

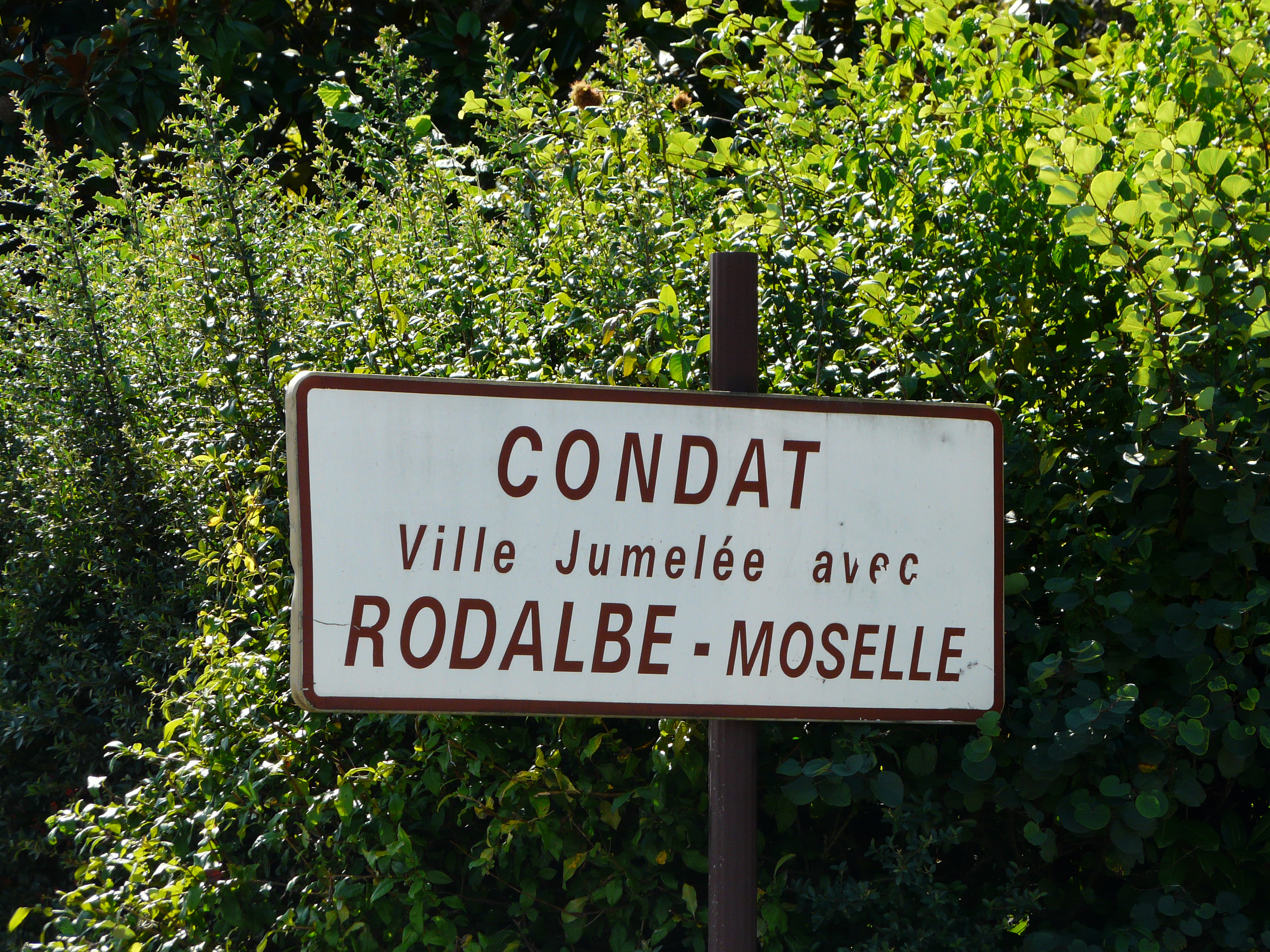
Panneau de jumelage de Condat-sur-Vézère.

- Rodalbe (Moselle) (France)

## Équipements et services publics

### Justice
Dans le domaine judiciaire, Condat-sur-Vézère relève : 
- du tribunal judiciaire, du tribunal pour enfants, du conseil de prud'hommes et du tribunal de commerce de Périgueux ;
- du pôle Nationalité du tribunal judiciaire de Périgueux (compétent uniquement dans le domaine de la nationalité) ;
- de la cour d'appel, du tribunal administratif et de la  cour administrative d'appel de Bordeaux.

## Population et société

### Démographie
L'évolution du nombre d'habitants est connue à travers les recensements de la population effectués dans la commune depuis 1793. Pour les communes de moins de 10 000 habitants, une enquête de recensement portant sur toute la population est réalisée tous les cinq ans, les populations de référence des années intermédiaires étant quant à elles estimées par interpolation ou extrapolation. Pour la commune, le premier recensement exhaustif entrant dans le cadre du nouveau dispositif a été réalisé en 2007.

En 2022, la commune comptait 865 habitants, en évolution de −3,14 % par rapport à 2016 (Dordogne : +0,37 %, France hors Mayotte : +2,11 %).
| 1793 | 1800 | 1806 | 1821 | 1831 | 1836 | 1841 | 1846 | 1851 |
| ---- | ---- | ---- | ---- | ---- | ---- | ---- | ---- | ---- |
| 754  | 677  | 690  | 763  | 759  | 778  | 695  | 706  | 711  |

| 1856 | 1861 | 1866 | 1872 | 1876 | 1881 | 1886 | 1891 | 1896 |
| ---- | ---- | ---- | ---- | ---- | ---- | ---- | ---- | ---- |
| 685  | 723  | 744  | 687  | 705  | 662  | 667  | 638  | 642  |

| 1901 | 1906 | 1911 | 1921 | 1926 | 1931 | 1936 | 1946 | 1954 |
| ---- | ---- | ---- | ---- | ---- | ---- | ---- | ---- | ---- |
| 641  | 628  | 682  | 527  | 593  | 683  | 717  | 754  | 705  |

| 1962 | 1968 | 1975 | 1982 | 1990 | 1999 | 2006 | 2007 | 2012 |
| ---- | ---- | ---- | ---- | ---- | ---- | ---- | ---- | ---- |
| 712  | 771  | 855  | 909  | 907  | 825  | 831  | 833  | 907  |

| 2017 | 2022 | - | - | - | - | - | - | - |
| ---- | ---- | - | - | - | - | - | - | - |
| 882  | 865  | - | - | - | - | - | - | - |

#### Remarque
Le recensement de 1886 décompte pour le bourg de Condat et les 30 hameaux qui en dépendent 667 habitants dans 171 maisons.

## Économie

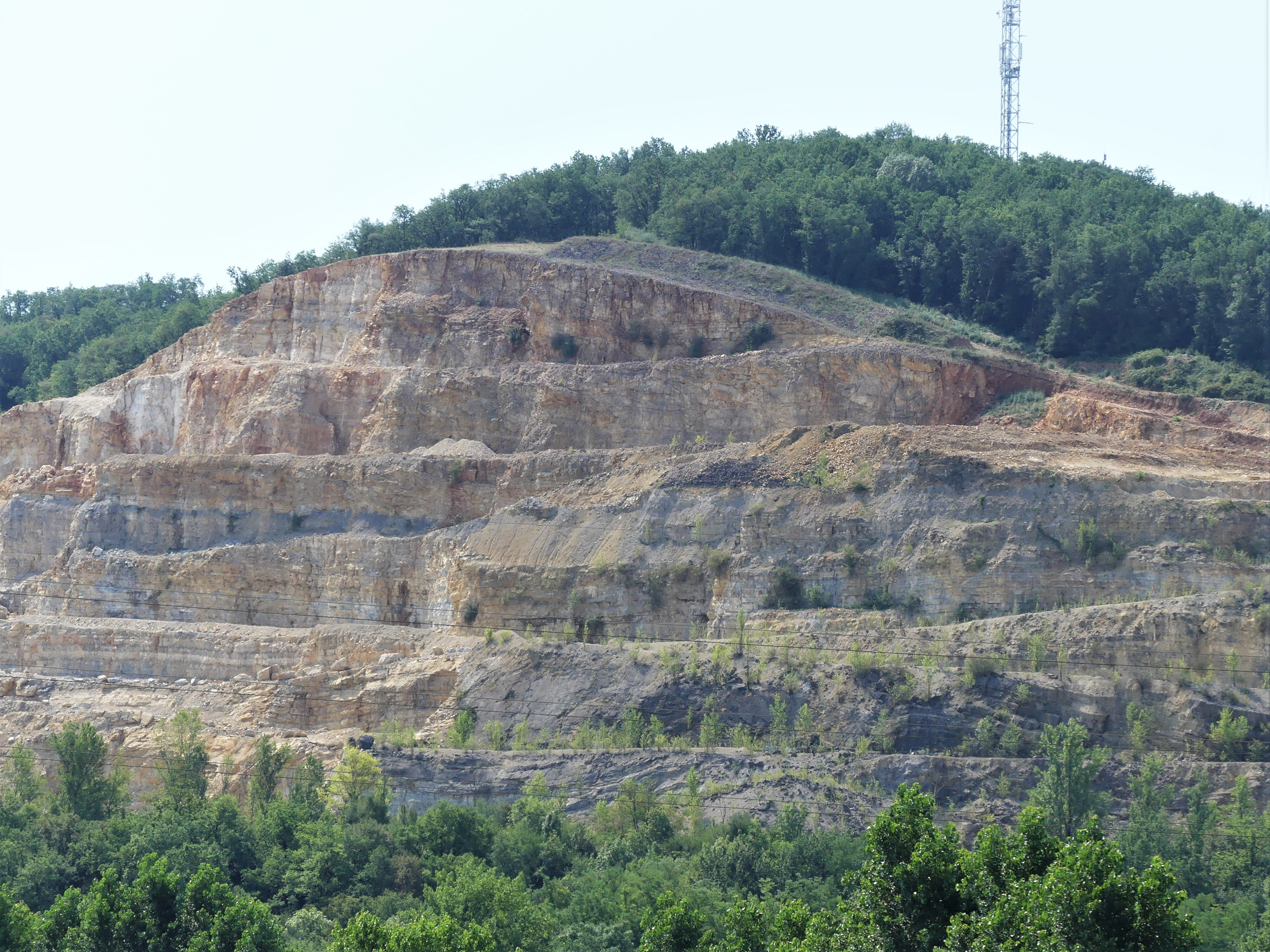
La carrière de calcaire de Condat-sur-Vézère.

### Emploi
En 2015, parmi la population communale comprise entre 15 et 64 ans, les actifs représentent 396 personnes, soit 43,8 % de la population municipale. Le nombre de chômeurs (soixante-deux) a augmenté par rapport à 2010 (quarante-sept) et le taux de chômage de cette population active s'établit à 15,5 %.

### Établissements
Au 31 décembre 2015, la commune compte soixante-huit établissements, dont quarante-quatre au niveau des commerces, transports ou services, onze dans l'industrie, sept dans la construction, trois dans l'agriculture, la sylviculture ou la pêche, et trois relatifs au secteur administratif, à l'enseignement, à la santé ou à l'action sociale.

### Entreprises
Contrairement à ce que leur nom évoque, les Papeteries de Condat sont principalement implantées sur la commune voisine du Lardin-Saint-Lazare, seule la partie à l'extrême sud du site se trouvant sur Condat.

## Culture locale et patrimoine

### Lieux et monuments
- Du château de Condat, il ne reste plus qu'un logis du XVIe siècle et le donjon de la Commanderie du XVe siècle[58], celui-ci étant inscrit au titre des monuments historiques en 1948 ; cette protection a été annulée et remplacée par une autre inscription en 2012 pour l'ensemble de l'ancienne commanderie[59]. Celle-ci a été retenue parmi les sites du Loto du patrimoine 2024[60].
- Le château de la Fleunie, XIIe et XVe siècles, sur la rive gauche de la Vézère, aujourd'hui hôtel-restaurant de luxe[61].
- Le château de la Petite Filolie, Renaissance et XVIIe siècle, sur la rive droite de la Vézère.
- L'église romane Notre-Dame-et-Saint-Jean-Baptiste, du XIIIe siècle avec son clocher-peigne fortifié[62], également inscrite depuis 1948[63].
- À proximité de ces deux derniers bâtiments, les anciennes demeures du bourg de Condat dont la maison noble du Verdier et certaines maisons à colombages.
- Les cascades du Coly.

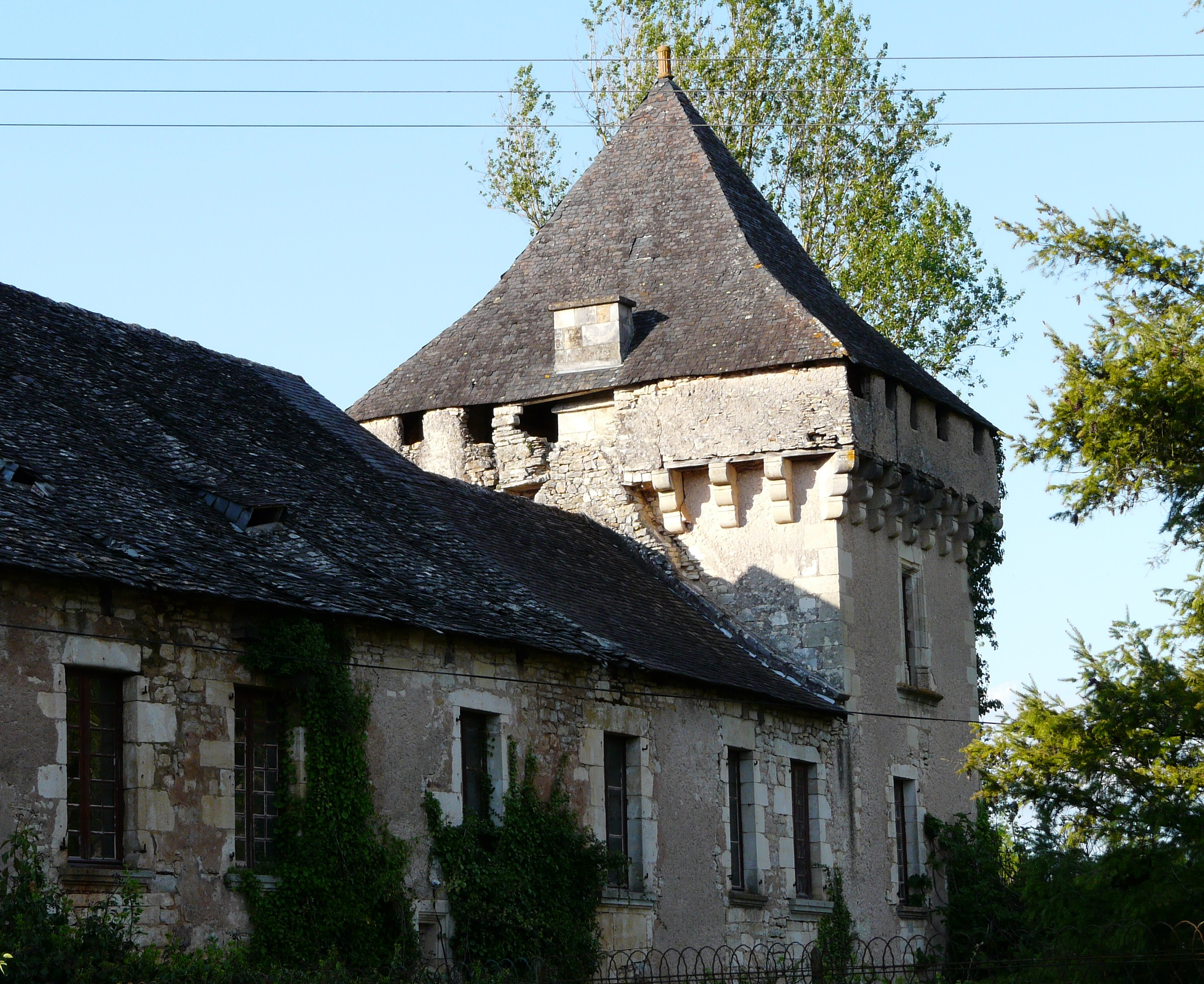
Le donjon du château de Condat.
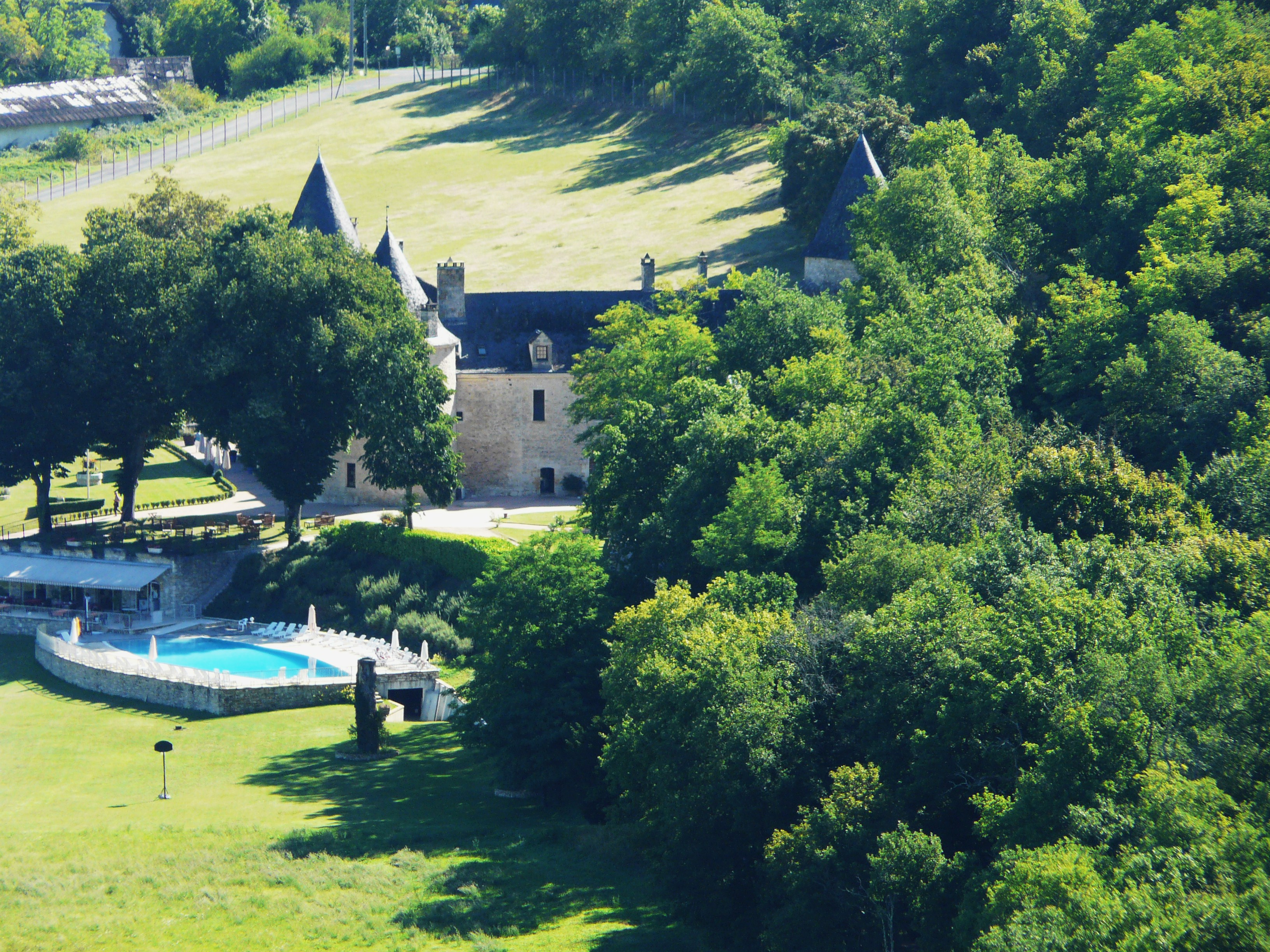
Le château de la Fleunie vu depuis le coteau de l'Escaleyrou.
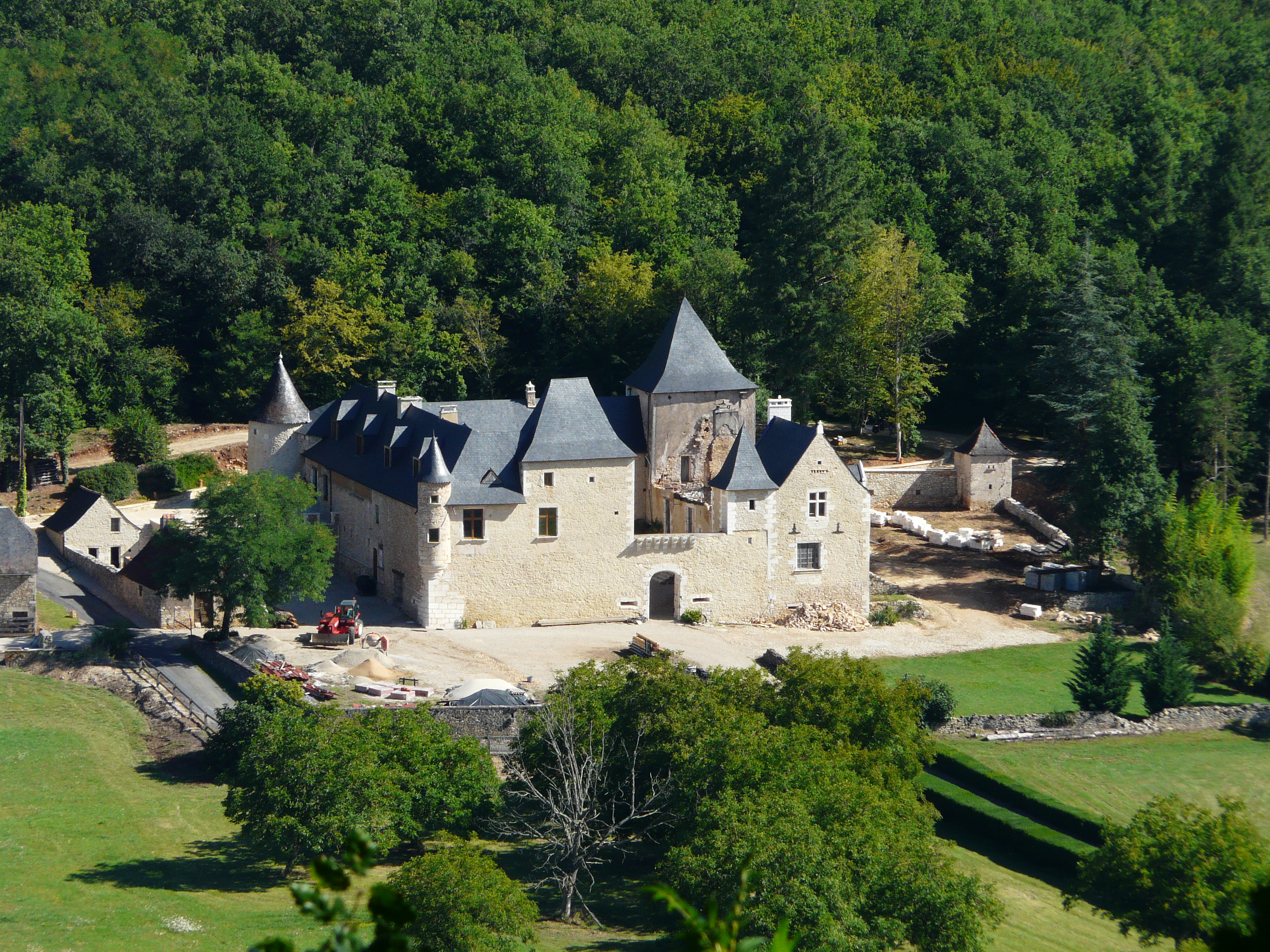
La Petite Filolie vue depuis le coteau de l'Escaleyrou.
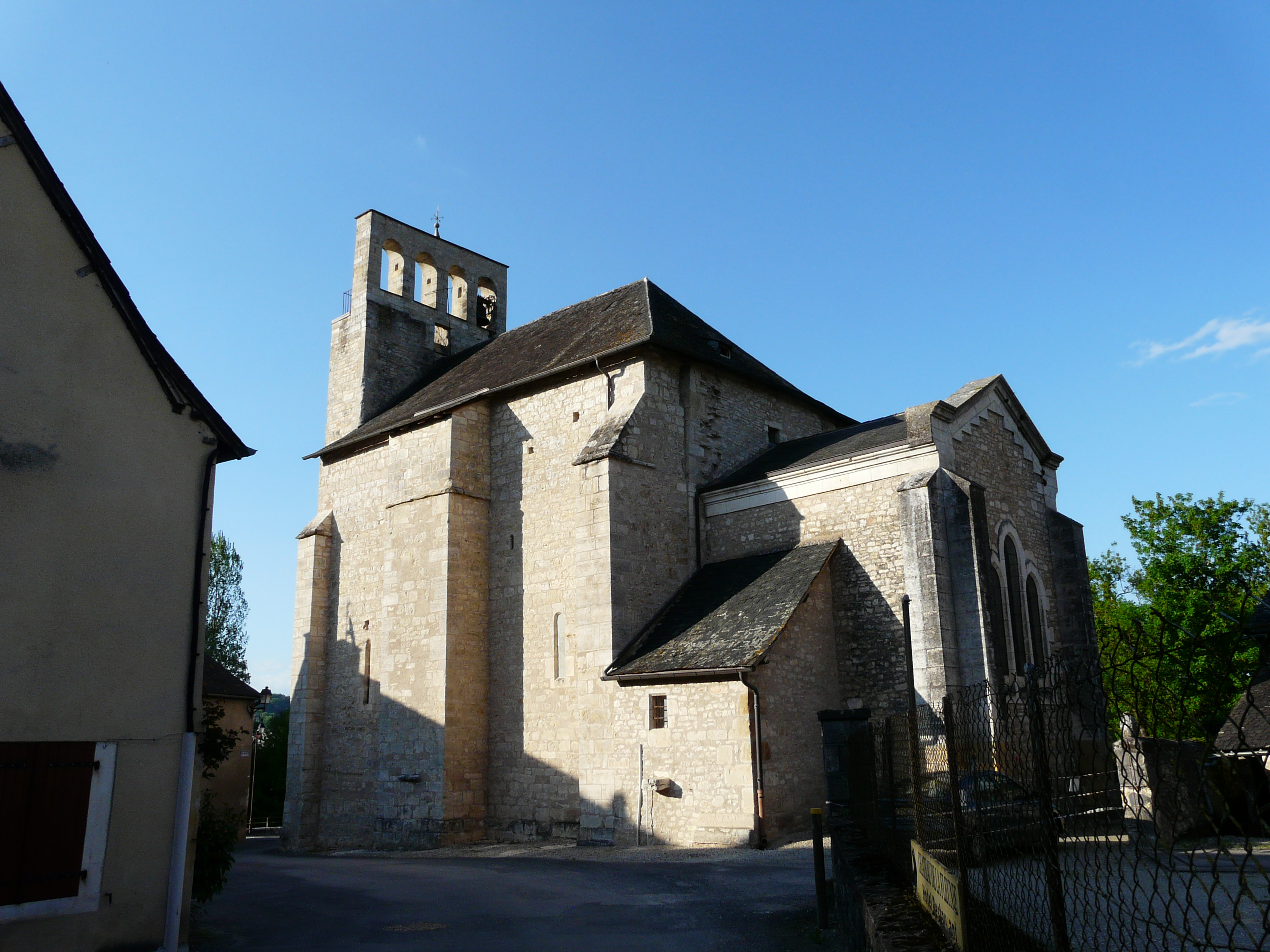
L'église Notre-Dame et Saint-Jean-Baptiste.
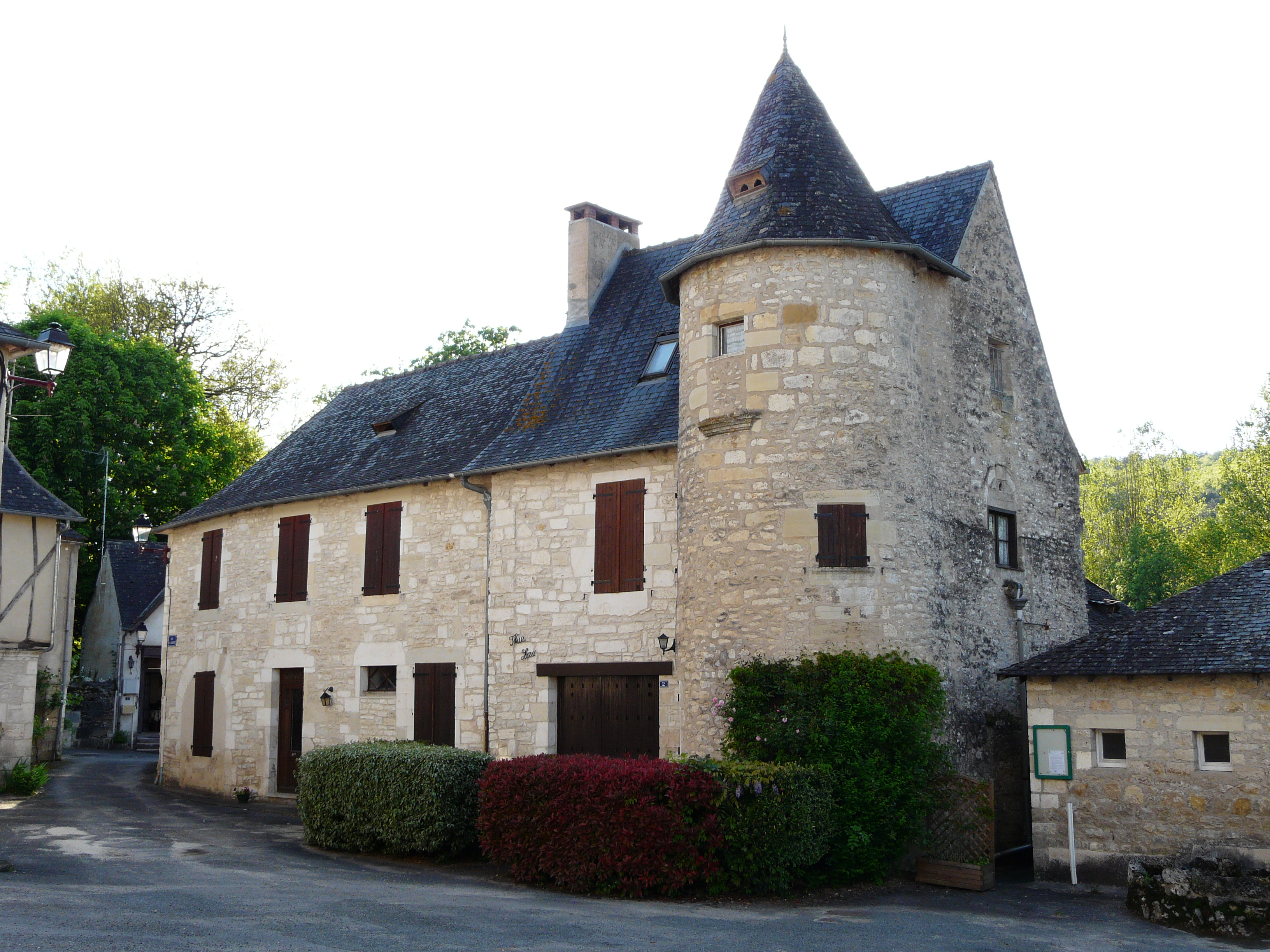
Maison ancienne, rue des Aubards.
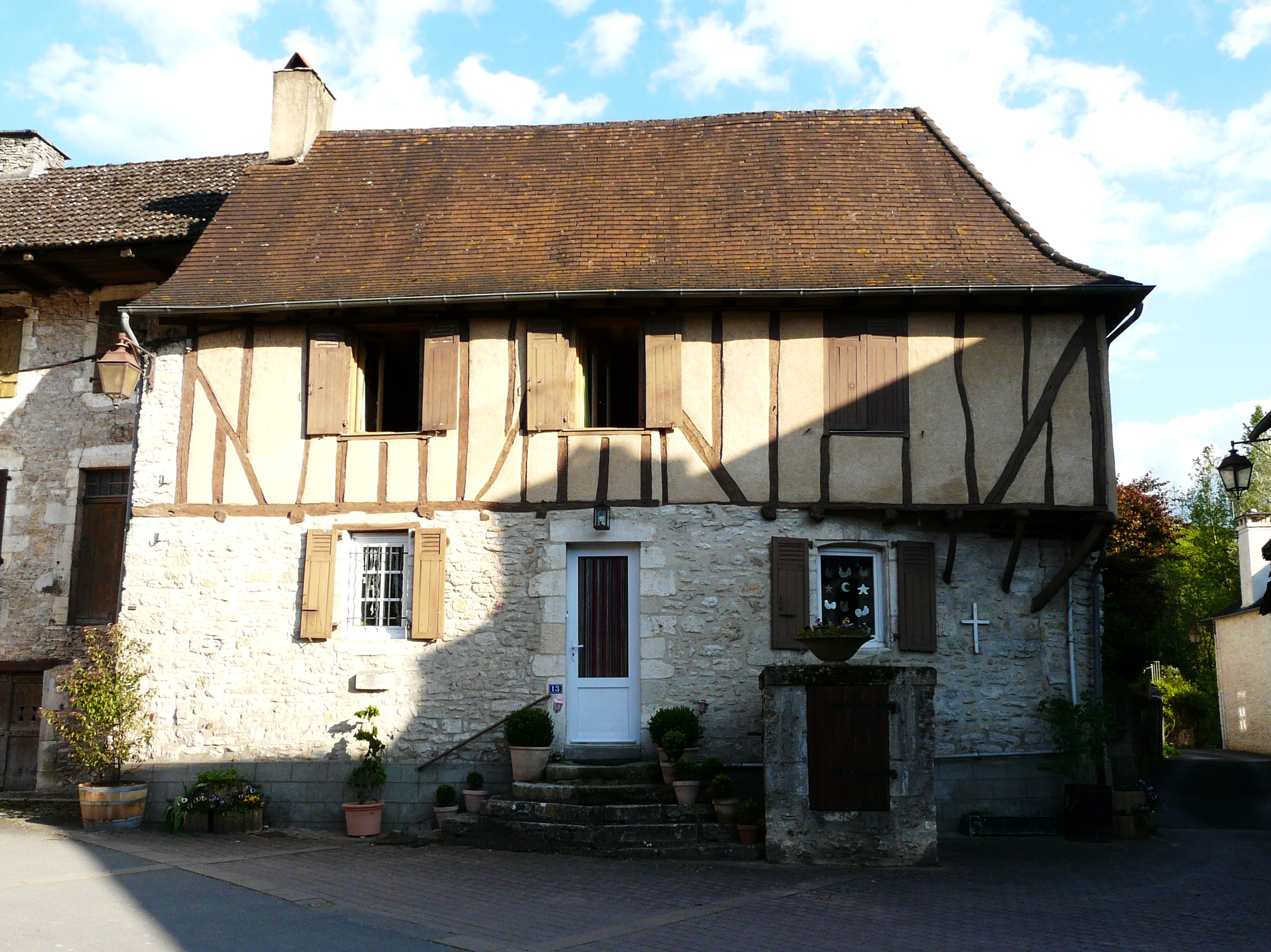
Maison à colombages.
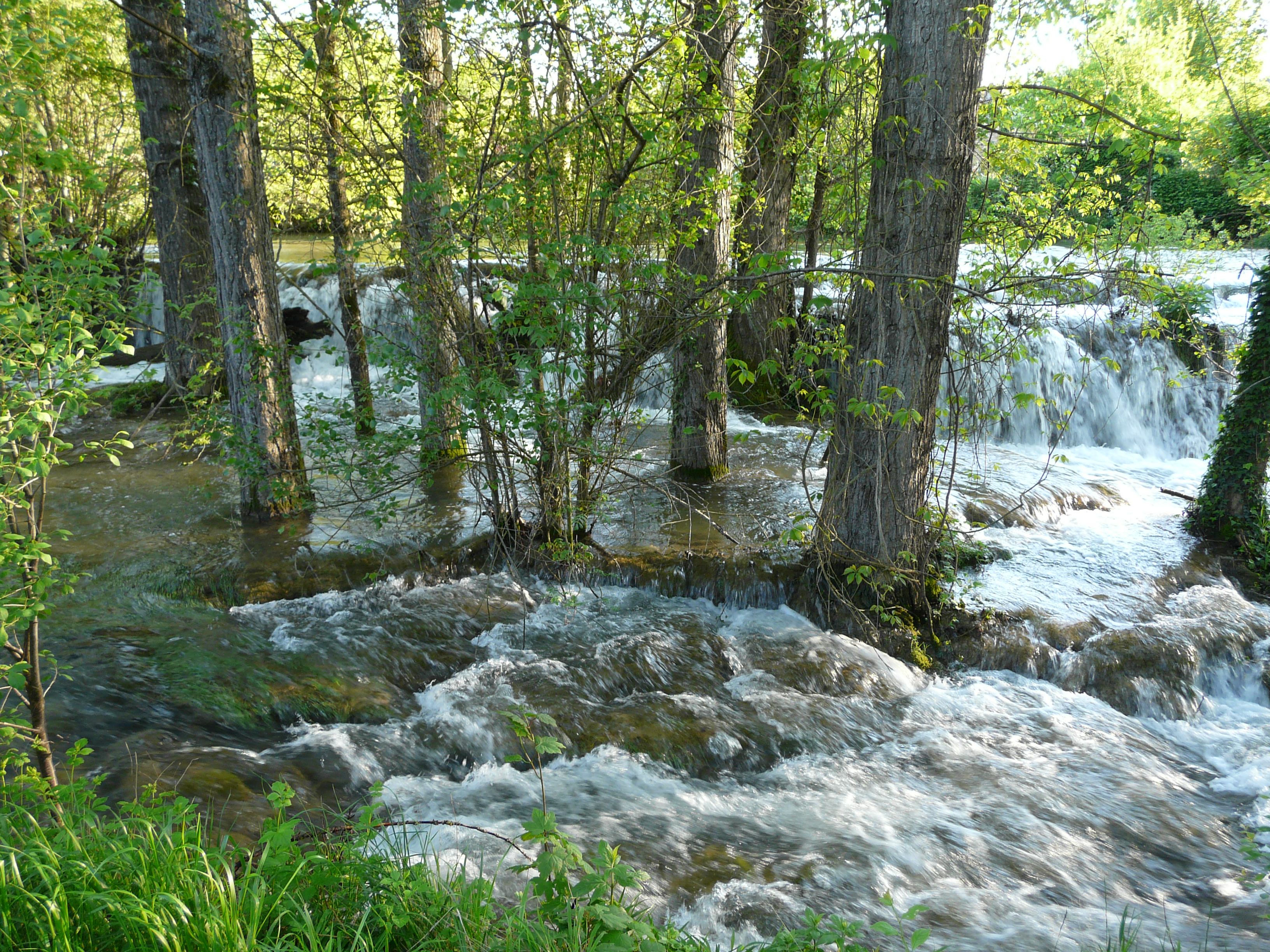
Les cascades du Coly.
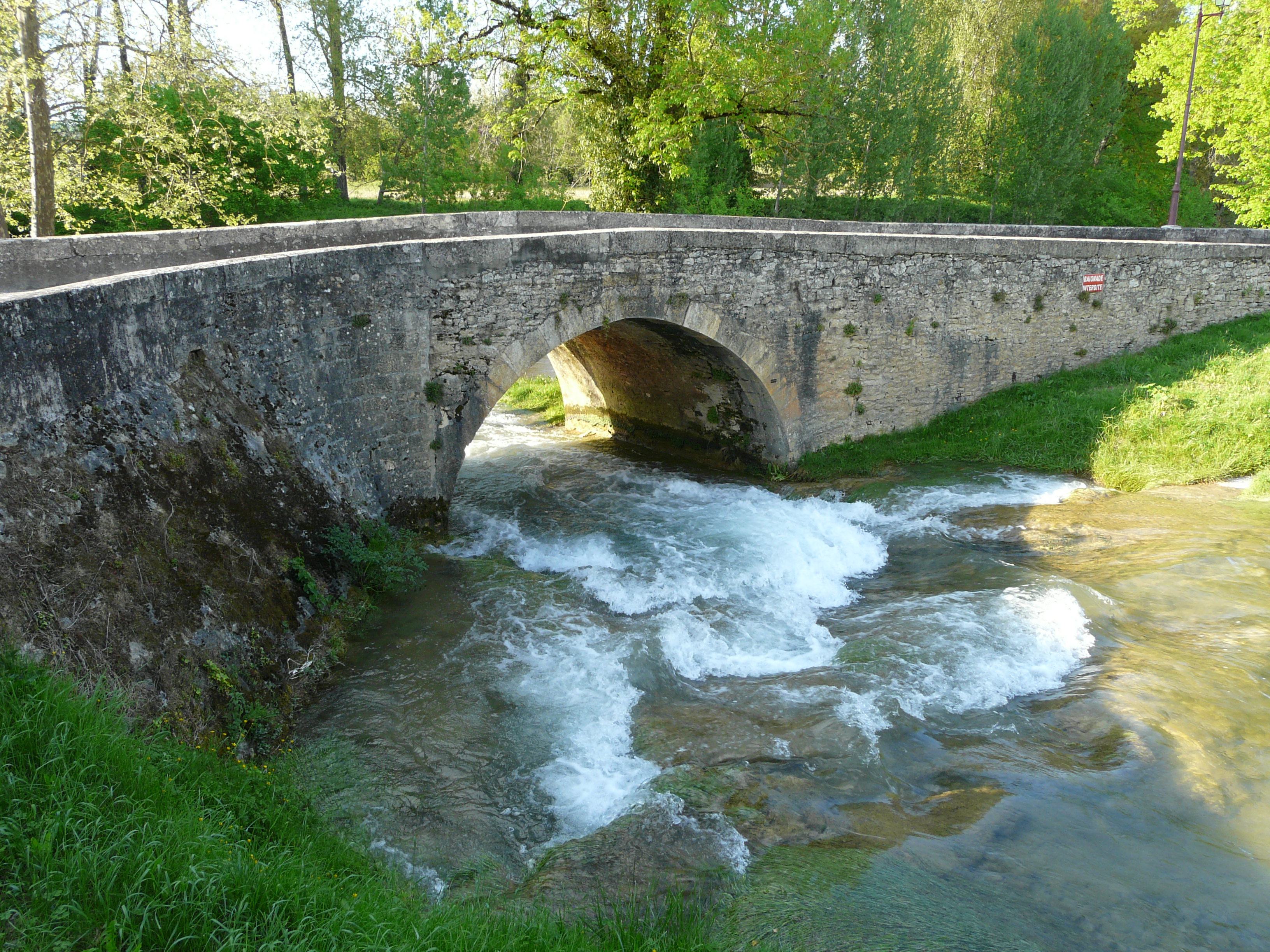
Le vieux pont sur le Coly.

### Patrimoine naturel
Deux endroits de la commune sont classés comme zones naturelles d'intérêt écologique, faunistique et floristique (ZNIEFF) :
- ZNIEFF de type 2 : le causse de Terrasson à dominante boisée, zone située à l'est de la commune, sur environ la moitié du territoire communal[64],[65] ;
- ZNIEFF de type 1 : le coteau de l'Escaleyrou en limite sud de la commune, zone de pelouse et de lande[66],[67].

### Héraldique
| Blason de Condat-sur-Vézère | Blason  | D'azur au pairle d'or chargé d'un tourteau de gueules, lui-même surchargé d'une croix de Malte d'argent. |
| Blason de Condat-sur-Vézère | Détails | Le statut officiel du blason reste à déterminer.                                                         |

## Pour approfondir